# نوبویو فوجیشیرو
نوبویو فوجیشیرو (به انگلیسی: Nobuyo Fujishiro) بازیکن فوتبال اهل ژاپن و عضو تیم ملی فوتبال ژاپن است که در تاریخ ۲۷ ژانویه ۱۹۸۸ میلادی اولین بازی ملی‌اش را انجام داد. او در ۲ بازی ملی حضور داشت و آخرین بازی ملی خود را در تاریخ ۳۰ ژانویه ۱۹۸۸ میلادی انجام داد. نوبویو فوجیشیرو در بازی‌های ملی‌اش
گلی به ثمر نرساند.